# Cardiff
Cardiff là thành phố, thủ đô của Wales, toạ lạc tại phía nam của các cửa Sông Taff và Sông Ely bên Eo biển Bristol. Cardiff là một trung tâm công nghiệp và hải cảng quan trọng. Thành phố có các ngành công nghiệp chế tạo: Thép, máy móc, chế biến thực phẩm, các sản phẩm kim loại, hàng dệt và giấy.

## Các công trình nổi bật
Cardiff có Lâu đài Cardiff, Nhà thờ lớn Llandaff thế kỷ 11 và Nhà thờ Saint John the Baptist. Thành phố cũng có Bảo tàng quốc gia Wales. Thành phố có Welsh National School of Medicine (1931) và University of Wales College of Cardiff thành lập năm 1988 bởi cuộc sáp nhập University College, Cardiff (1883) University of Wales Institute of Science and Technology (1866). Cardiff còn là quê nhà của CLB Cardiff City

## Lịch sử
Một tiền đồn của La Mã đã được thiết lập tại nơi này từ năm 75 Công nguyên. Khu vực này bị người Norman chiếm vào thế kỷ 11, cộng đồng này đã trở thành một khu vực các lãnh chúa phong kiến. Nó vẫn là một thị trấn nhỏ cho đến khi Kênh đào Glamorganshire được khai thông năm 1794 khiến nó trở thành một nơi đầu ra cho tài sản khoáng sản của Wales. Bến tàu đầu tiên được hoàn thành vào năm 1839, và Cardiff cuối cùng đã trở thành cảng vận chuyển than đá lớn nhất thế giới nhưng hiện tại hoạt động này đã suy giảm. Trong thời kỳ Chiến tranh thế giới thứ 2 (1939-1945), thành phố này đã bị bom của quân Đức phá hủy nặng nề. Đến năm 1974, Cardiff đã là hạt thị của hạt Glamorganshire. Giữa năm 1974 và 1996, nó là trung tâm hành chính của hạt Nam Glamorgan trước đây. Năm 1996, sau cuộc tái tổ chức, Cardiff và khu vực xung quanh nó trở thành một unitary authority.